# 北散布山
北散布山（日语：／）或奇里普火山（俄語：Вулкан Чирип）是择捉岛的火山，属北海道根室振兴局或萨哈林州库里尔斯克区，海拔1,589米。其南4公里是散布山。